# Усть-Илимское водохранилище
Усть-Илимское водохранилище — водоём в Иркутской области России, образованный плотиной Усть-Илимской ГЭС на реке Ангаре. Заполнение происходило в 1974—1977 годах. Водохранилище распространяется по реке вплоть до плотины Братской ГЭС и отличается незначительным, полутораметровым изменением уровня воды в течение года.

## Основные сведения
Площадь водоёма — 1873 км², объём — 59,4 км³, длина по р. Ангаре более 300 км, по р. Илим — 299 км. Длина береговой линии — 2500 км. Наибольшая ширина — 12 км, средняя глубина составляет 32 м, максимальная достигает 91 м. Полезный объём водохранилища — 2,74 км³, что соответствует колебаниям уровня воды в пределах 1,5 м в ходе сезонного регулирования стока Усть-Илимской ГЭС. Высота над уровнем моря — 294,5—296 м.
Средняя температура в районе водоёма −3 °C, средняя температура января — −23 °C, июля — 18 °C. Ледостав наступает с конца октября до декабря и продолжается до апреля, толщина льда может достигать 2 м. Верхний ангарский участок водохранилища на удалении до 50 км от плотины Братской ГЭС остаётся свободным от льда круглый год.

### Экономика
Водоём активно используется для водоснабжения и судоходства. По состоянию на 2009 год гидроузлы Усть-Илимской и Братской ГЭС не оборудованы судопропускными сооружениями, и водохранилище изолировано для прохода судов вверх и вниз по течению реки. Продолжительность навигации составляет 180—200 суток. На водохранилище имеется пристань Осиновка — подразделение Братского речного порта (ОАО «Восточно-Сибирское речное пароходство») и несколько причалов промышленных предприятий, расположенных на территории Братска и Усть-Илимска. Оборудованные причалы на водохранилище практически отсутствуют.
Главные виды рыбы — окунь, плотва и щука, встречаются и такие виды как таймень, стерлядь. Проводятся работы по разведению байкальского осетра.

### Экология
Завершение строительства Усть-Илимской ГЭС привело к значительному развитию местной промышленности в 1980-е годы. Одновременное заполнение водохранилища и интенсивное использования воды заводами негативно сказалось на качестве воды в этот период, что было темой активных обсуждений в прессе. Через сорок лет после начала заполнения водоёма, все ещё продолжается формирование ложа водохранилища, включая размыв берегов на отдельных участках. В некоторых местах сохранился стоящий на корню затопленный лес.
Ихтиологи были обеспокоены возможным слиянием Усть-Илимского и Богучанского водохранилищ (первые агрегаты Богучанской ГЭС планировалось пустить уже в 2011 году), в результате которого рыбе грозит массовая гибель.